# Diplospora erythrospora
Diplospora erythrospora là một loài thực vật có hoa trong họ Thiến thảo. Loài này được (Thwaites) Hook.f. mô tả khoa học đầu tiên năm 1880.